# Dante Giacosa

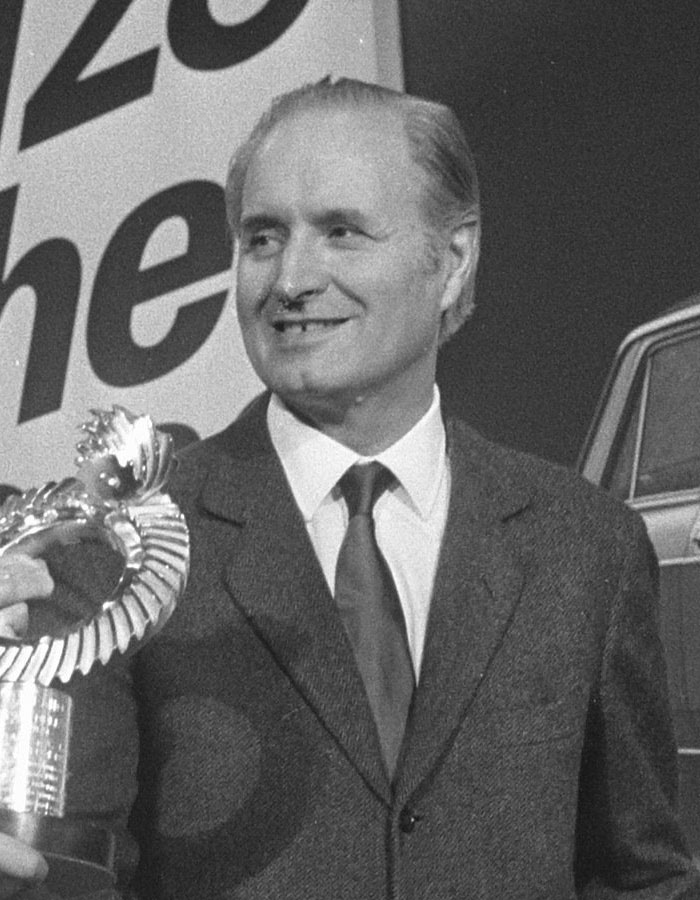
Dante Giacosa (1970)

Dante Giacosa (* 3. Januar 1905 in Rom; † 21. März 1996 in Turin) war ein italienischer Automobilkonstrukteur.

## Werdegang
Dante Giacosa studierte in Turin von 1922 bis 1927 Maschinenbau. 1929 wechselte von SPA er zu Fiat und entwickelte Flugzeugmotoren. Dann wechselte er in die Pkw-Konstruktion. Er entwarf ab 1933 den italienischen „Volkswagen“ Fiat 500 Topolino, vorgestellt auf der Automobilausstellung in Berlin 1936. Über 35 Jahre prägte er Fiats Modellprogramm, zunächst mit konventionellen Fahrzeugen wie dem Fiat 508 C „Nuova Balilla“ (1937). Nach dem Krieg erschien der Typ 103 „1100“ (1953), der bis 1999 in Indien als Premier Padmini gebaut wurde, danach mit den rundlichen, damals modernen Heckmotorwagen Fiat 600 (1955) und Fiat Nuova 500 (1957).
Sein Fiat 124 (1966) ist mit über 20 Millionen Stück das meistgebaute Auto der Welt, wenn man alle in Lizenz produzierten Exemplare mitzählt. Er wurde in der Sowjetunion (WAS), in Spanien (Seat), Türkei (Tofaş) und Indien (Premier) gebaut und in weiteren Ländern montiert.
Ab den 1950er Jahren konstruierte Giacosa Prototypen mit Frontantrieb, aber Fiat blieb bei konventionellen Frontmotoren und Hinterradantrieb. Erst Giacosas Entwurf für den Autobianchi Primula ging 1964 in Serie und war das erste Auto mit Quermotor und den inzwischen allgemein verbreiteten ungleich langen Antriebswellen. Der Primula war Vorläufer der modernen kleineren Fahrzeugtypen aus dem Fiat-Konzern, die ab Ende der 1960er Jahre in rascher Folge erschienen: Autobianchi A112, Fiat 128 und 127. Auch die größeren Modelle wie der Fiat 1400/1900, der Fiat 1300/1500, Fiat 1800/2300 und der Fiat 130 gehen auf Giacosa zurück. Zwischen 1947 und 1967 war er Professor für Maschinenbau an der Universität Turin.
Für seine Arbeit erhielt er 1959 den Compasso d’Oro.
1970 beendete Giacosa seine Arbeit als Angestellter bei Fiat, blieb aber Berater der Generaldirektion. 1981 verlieh ihm das Art Center College of Design die Ehrendoktorwürde.
1979 erschien seine Autobiografie I miei 40 anni di progettazione alla Fiat (Meine 40 Jahre Projektentwicklung bei Fiat). Das Buch ist vergriffen, steht im historischen Archiv von Fiat aber zum Download zur Verfügung.